# Antonio Francesco Raineri
Anton Francesco Raineri, anche noto come Anton Francesco Raineri e Antonio Rinieri (Milano, 1515 circa – 1560 circa), è stato un poeta italiano.

## Biografia
Poeta originario di Milano, nato attorno al 1515 e morto presumibilmente in Italia attorno al 1560. 
Un sonetto del Raineri, Era tranquillo il mar ; le selve ei prati, fu pubblicato in una delle prime collane editoriali Rime diverse di molti eccellentissimi autori nuovamente raccolte stampata a Venezia da Gabriele Giolito de Ferrari . 
Il sonetto fu di ispirazione per l'umanista e poeta francese Joachim du Bellay 
La figura di Raineri è citata anche in Il convito, overo del peso della moglie, opera letteraria del 1556 del poeta e medico Giovanni Battista Modio.

## Opere
- Aa.Vv., Rime diverse di molti eccellentissimi autori nuovamente raccolte, Libro secondo; In Venezia: Gabriele Giolito de Ferrari, 1545
- Cento sonetti. Di m. Antonfrancesco Rainerio Con breuissima espositione dei soggietti loro; et con la tauola in fine; In Milano: per Gio. Antonio Borgia, 1553.